# Bombaška afera
Bombaška afera je naziv za montirani sudski proces protiv optuženih zaverenika, koji su navodno pokušali organizovati atentat na kneza Nikolu Petrovića. U oktobru 1907. godine u Knjaževini Crnoj Gori.

## Plan
Urotnička grupa crnogorskih studenata u Beogradu, koju je kao svoju filijalu organizovala Crna ruka, pokušala je 1907. ubiti crnogorskog monarha Nikolu I Petrovića, i njegove najbliže saradnike i izvesti napade na crnogorske državne ustanove.
Omladina u Crnoj Gori bila je nezadovoljna autokratskom vladavinom kneza Nikole i iznosila je zahteve za većim stepenom demokratije i uključenosti naroda u krupna politička pitanja.
Omladina i narod su naročito bili nezadovoljni nedovoljnim angažovanjem kneza Nikole na ujedinjenju sa Srbijom u jedinstvenu srpsku državu.

## Optužba
Prema optužbi, navodno je Iz Srbije 1907. "tajno upućeno 16 bombi u Crnu Goru".
Bombe su, kao tada najefikasnije sredstvo izvršenja atentata, u Crnu Goru unijete iz dva pravca — preko Sandžaka ih je nosio Vaso Ćulafić, a preko Boke kotorske bombe je unio Stevan Rajković, štamparski radnik iz Cetinja. Iz Beograda su u Kotor, tada u sastavu Austro-Ugarske, došli glavni studenti-urotnici: Jovan Đonović, Todor Božović, Đuro Vojvodić i Petar Novaković, dok ih je Marko Daković već čekao u Kotoru. Oni su bili u zavjereničkoj vezi s pojedinim protivnicima Nikole I. u domovini.

## Hapšenja
No, crnogorska policija, koja je budno motrila urotnike i obavještajno ih nadzirala tokom boravka u Beogradu, hitro je reagovala i uhapsila Rajkovića koji se s bombama bio domogao Cetinja. Drugi nosač bombi, Ćulafić, takođe je uhapšen.
Brigadir Janko Vukotić je bio „ključna osoba u preventivnome slamanju zavjere”.
„Reakcija na zavjeru iz Srbije, u vidu nagle militarizacije struktura crnogorske vlasti, ogleda se i u vanrednim unaprijeđenjima u više oficirske činove za istaknute pripadnike Vojske širom Knjaževine”..
Počela je opsežna istraga i otkrivena je čitava teroristička urota za koju je Rajković izjavio da se njom htjelo „raspršiti crnogorski Dvor i njegove članove, kao i Narodna skupština”.
U Crnoj Gori su uslijedila brojna hapšenja. Od Srbije je zatraženo izručenje nekoliko studenata-urotnika (Đonović, Božović, Novaković, Daković, itd.), no, srpska vlada odbija takav zahtjev tvrdnjom da između Crne Gore i Srbije nije postojao ugovor o izručenju.
„Ministar vanjskih poslova Kraljevine Srbije Milovan Đ. Milovanović ih je (crnogorske studente-urotnike — prim.a.) držao na vezi i u sporazumu sa njim su neki otišli prvo u Tursku, a potom u SAD i Švicarsku”.
Prema objavljenim podacima, ruski diplomatski i obavještajni faktori umiješani su u bijeg za Srbiju neke od glavnih zavjerenika ispred crnogorske istrage.
.
Austro-Ugarska je uhapsila četvoricu zavjerenika, no odbila je, uprkos ugovoru iz 1872. o obavezi izručenja krivaca, da ih izruči Crnoj Gori. U junu 1908. im se u Kotoru sudilo i ta četvorica su oslobođeni optužbi..

## Presude
U sudskom procesu (na Cetinju počeo 12. maja, a okončan 14. juna 1908) pred Velikim sudom od 52 optužena, osuđeno ih je 49.
Ukupno, izrečeno je: 6 smrtnih presuda, 28 robija — vremenskih kazni „u lakom okovu na po jednoj nozi”; 15 zatvorskih kazni; dvojica optuženika su oslobođeni zbog nedostatka dokaza a jedan uslijed nevinosti.

## Epilog
- I sljedeće, 1909. godine, pokušana je, uz potporu Kraljevine Srbije, urota u Crnoj Gori.
- Većina urotnika-studenata su 1918. bili među glavnim izvršiteljima pripajanja Kraljevine Crne Gore sa Srbijom.

## Literatura
- Ракочевић, Новица (1977). „Бомбашка афера и црногорска народна скупштина”. 30 (34/1): 167—175.

## Spoljašnje reference
- Vladimir Jovanović, BOMBAŠKA AFERA (1) „Odvratna osnova izgrađena na teritoriji bratske nam Kraljevine”
- Vladimir Jovanović, BOMBAŠKA AFERA (2) Krvavi „sudar Srpstva i Crnogorstva” planiran na DAN IZBORA
- Vladimir Jovanović,BOMBAŠKA AFERA (3) „Svaki po bombu i poubijati sve članove dinastije”